# Sid Kuller
Sid Charles Kuller est un scénariste, un producteur, un compositeur et un parolier américain né le 27 octobre 1910 à New York (État de New York, États-Unis), décédé le 16 septembre 1993 à Sherman Oaks, un quartier de Los Angeles (Californie, États-Unis).

## Biographie
Sid Kuller commence des études à l'Université Columbia, puis les abandonne pour écrire des gags et des chansons pour des spectacles de variétés. Alors qu'il travaille sur le show d'Earl Carroll à Broadway, il est remarqué par les Ritz Brothers, qui l'emmènent plus tard à Hollywood où il participe à leurs films avec son compositeur Ray Golden.
En 1941, il fait partie des scénaristes du film Les Marx au grand magasin, Groucho Marx repère son talent et lui demande de rester sur le plateau pour lui fournir des dialogues. Ce même été, il conçoit une revue bien en avance sur son temps car elle veut casser les clichés concernant les afro-américains. Jump for Joy ouvre à Los Angeles, avec Dorothy Dandridge, Ivy Anderson, Herb Jeffries, Duke Ellington, etc.,.

## Théâtre
- 1940 : Meet the People, comédie musicale (un des auteurs du livret)
- 1943 : Ziegfeld Follies of 1943 (un des auteurs de sketches)
- 1950 : Alive and Kicking (en) (lyrics)
- 1956 : Mr. Wonderful (en) (chansons)

## Filmographie

### Comme scénariste
- 1937 : Les As du stade (Life Begins in College) de William A. Seiter
- 1938 : The Goldwyn Follies de George Marshall
- 1938 : Kentucky Moonshine de David Butler
- 1939 : Les Trois Louf'quetaires (The Three Musketeers) d'Allan Dwan
- 1940 : L'Auberge des loufoques (Argentine Nights) d'Albert S. Rogell
- 1940 : Hit Parade of 1941 de John H. Auer
- 1940 : Melody Ranch (en) de Joseph Santley
- 1940 : En route vers Singapour (Road to Singapore) de Victor Schertzinger
- 1941 : Les Marx au grand magasin (The Big Store) de Charles Reisner
- 1945 : Spreadin' the Jam de Charles Walters
- 1950 : The Return of Gilbert and Sullivan d'Irving Allen et Sid Kuller
- 1951 : Slaughter Trail (en) d'Irving Allen
- 1960 : Stop! Look! and Laugh (en) de Don Appell, Louis Brandt et Jules White

### Comme producteur
- 1952 : Actor's and Sin (en) de Ben Hecht
- 1960 : Stop! Look! and Laugh (en) de Don Appell, Louis Brandt et Jules White

### Comme compositeur
- 1950 : The Return of Gilbert and Sullivan d'Irving Allen et Sid Kuller
- 1960 : Stop! Look! and Laugh (en) de Don Appell, Louis Brandt et Jules White